# 溝辺ゆかり
溝辺 ゆかり（みぞべ ゆかり、1979年12月27日 - ）は、日本の新体操の指導者・元選手。2000年シドニーオリンピック新体操団体日本代表。

## 経歴
大分県大分市出身。ジュニア時代の大会で見た模範演技に憧れ佐賀女子短期大学付属佐賀女子高等学校に進学した。高校総体新体操競技では1996年に団体優勝を果たした。1997年に個人総合3位の成績を残す。卒業後は東京女子体育大学に進み、2年次の1999年、大阪で開催された世界新体操選手権に団体日本代表の一員として出場し4位で翌年のシドニーオリンピック出場権を獲得した。2000年のシドニーオリンピックでは団体の主将を務め5位に入った。
その後22歳からは高校時代を過ごした佐賀県で指導者の道に入り、佐賀県立牛津高等学校で2年間指導した後は20年以上にわたり一貫して佐賀県立佐賀北高等学校の新体操部で指導者を務めている。2024年の佐賀県高校総体では佐賀女子高校の連覇を46で止め初優勝を果たした。